# Oporzec
Oporzec (ukr. Опорець) – wieś na Ukrainie, w rejonie stryjskim (do 2020 roku w rejonie skolskim) obwodu lwowskiego; w Bieszczadach Skolskich.
Wieś liczy 969 mieszkańców.
Znajdują tu się przystanek kolejowy Oporzec oraz stacja kolejowa Beskid, położone na linii Lwów – Stryj – Batiowo.

## Historia
Prywatna wieś szlachecka, położona w województwie ruskim, w 1739 roku należała do klucza Tuchla Lubomirskich. W czasach II Rzeczypospolitej do 1934 samodzielna gmina jednostkowa, następnie należała do zbiorowej wiejskiej gminy Ławoczne. Początkowo w powiecie skolskim, a od 1932 w powiecie stryjskim w woj. stanisławowskim.  W  miejscowości stacjonowała placówka Straży Granicznej I linii „Oporzec”
Po wojnie wieś weszła w struktury administracyjne Związku Radzieckiego.

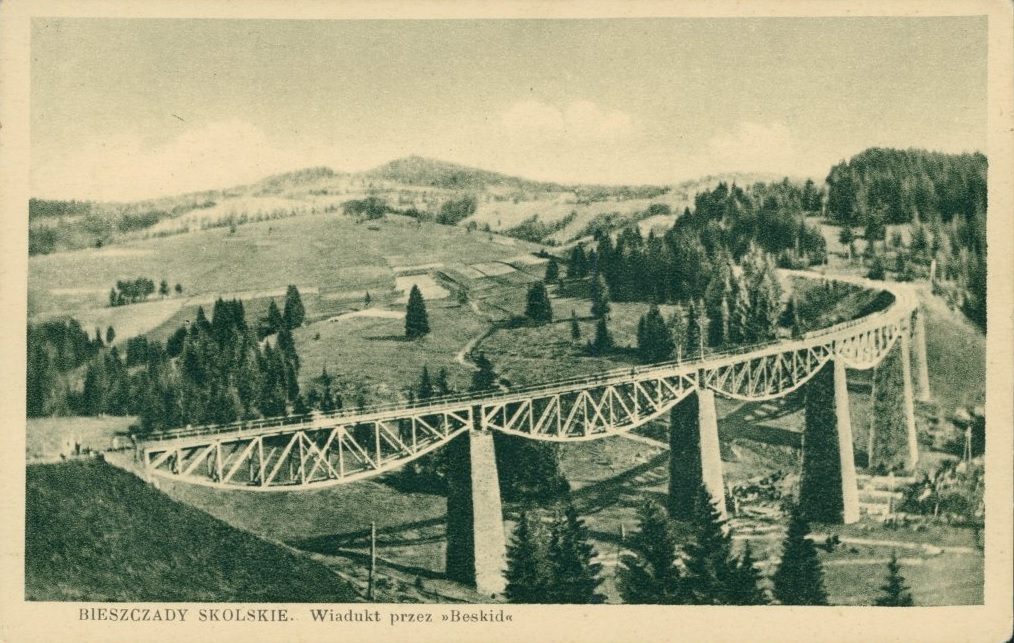
Most kolejowy w Oporcu
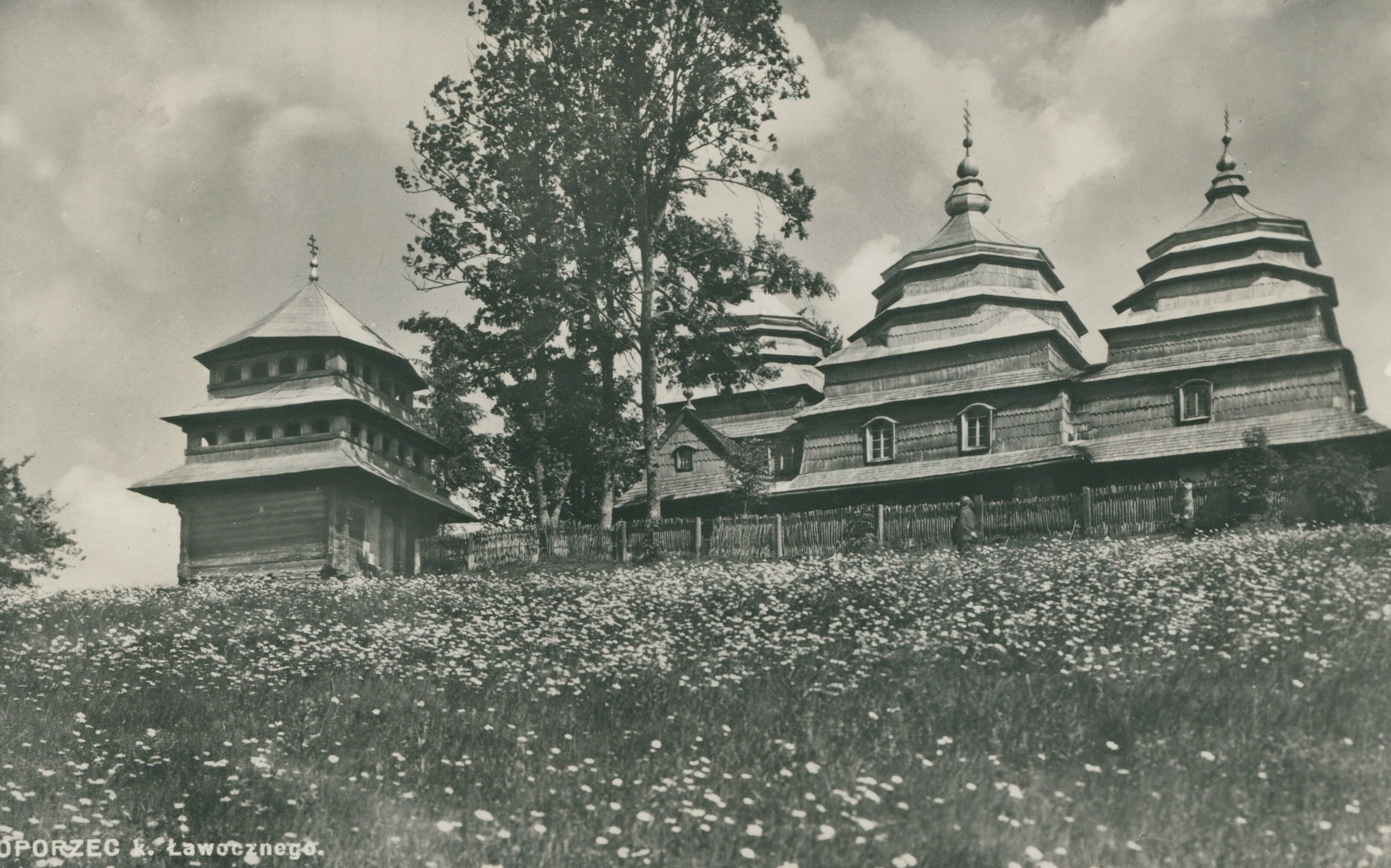
Cerkiew z około 1935